# Едді Колман
Едвард Колман (англ. Edward Colman; 1 листопада 1936, Солфорд, Англія — 6 лютого 1958, Мюнхен, ФРН), більш відомий як Едді Колман (англ. Eddie Colman) — англійський футболіст, крайній хавбек. З 1953 року грав за англійський клуб «Манчестер Юнайтед», був одним із знаменитих «малюків Басбі». Один з вісьмох футболістів «Манчестер Юнайтед», які загинули 6 лютого 1958 року під час авіакатастрофи в Мюнхені.

## Біографія
Колман народився в Солфорд, Ланкашир і після закінчення школи влітку 1952 року почав виступати за молодіжну команду «Манчестер Юнайтед». В основний склад пробився в ході сезону 1955/56. Протягом наступних 2,5 років він зіграв за клуб 108 матчів і забив два голи, другий з яких — у фатальному матчі Кубка європейських чемпіонів 1958 року проти «Црвени Звезди». У «Юнайтед» він отримав прізвисько «Snakehips» (Зміїні стегна) за свої фірмові фінти.
Він став наймолодшим футболістом, загиблим у Мюнхенській авіакатастрофі — йому було всього 21 рік і 3 місяці. В пам'ять про нього названо гуртожиток Університету Солфорда, поруч з головним кампусом (англ. Eddie Colman Building).
Статуя Колмана була зведена на його могилі на кладовищі Віста в Солфорді, але її сильно пошкодили вандали. Після відновлення статую перенесли в будинок батька Едді Колмана, Діка, який помер у жовтні 1986 року у віці 76 років і був похований поруч із сином і дружиною Елізабет, яка померла в листопаді 1971 року у віці 62 років

## Досягнення
Манчестер Юнайтед
- Чемпіон Англії (2): 1955/56, 1956/57
- Володар Суперкубка Англії: 1956

## Статистика виступів
| Клуб              | Сезон             | Ліга | Ліга | Кубок Англії | Кубок Англії | Кубок чемпіонів | Кубок чемпіонів | Суперкубок Англії | Суперкубок Англії | Разом | Разом |
| Клуб              | Сезон             | Ігри | Голи | Ігри         | Голи         | Ігри            | Голи            | Ігри              | Голи              | Ігри  | Голи  |
| ----------------- | ----------------- | ---- | ---- | ------------ | ------------ | --------------- | --------------- | ----------------- | ----------------- | ----- | ----- |
| Манчестер Юнайтед | 1955/56           | 25   | 0    | 1            | 0            | -               | -               | 0                 | 0                 | 26    | 0     |
| Манчестер Юнайтед | 1956/57           | 36   | 1    | 6            | 0            | 8               | 0               | 1                 | 0                 | 51    | 1     |
| Манчестер Юнайтед | 1957/58           | 24   | 0    | 2            | 0            | 5               | 1               | 0                 | 0                 | 31    | 1     |
| Всього за кар'єру | Всього за кар'єру | 85   | 1    | 9            | 0            | 13              | 1               | 1                 | 0                 | 108   | 2     |